# 돌비 현상
돌비 현상(突沸現象, bumping)은 과열현상의 일종으로, 액체가 끓는점 이상에서 핵 형성 작용(이물질의 유입 등에 의해)이 생기는 경우 갑자기 끓어 올라 용기 외부로 액체를 내뿜는 현상을 말한다.
이런 현상은 액체가 핵 형성 작용 없이 갑자기 가열되어 큰 거품이 생기면서 발생한다. 실험실의 위험 요소 가운데 하나이다. 이를 방지하기 위하여 끓임쪽이나 모세관을 사용하기도 한다.
예를 들어 물을 전자레인지에 끓였는데 전자레인지에서 물이 끓지 않고 섭씨100도가 넘어간 상태에서 커피가루 같은 이물질이 들어가면 갑자기 끓어넘치는데, 이를 돌비 현상이라 한다.

## 참고
1. ↑  “Proper Heating of Test Tubes”. CR Scientific LLC. 2010년 10월 30일에 확인함.